# Grattacieli di Chicago

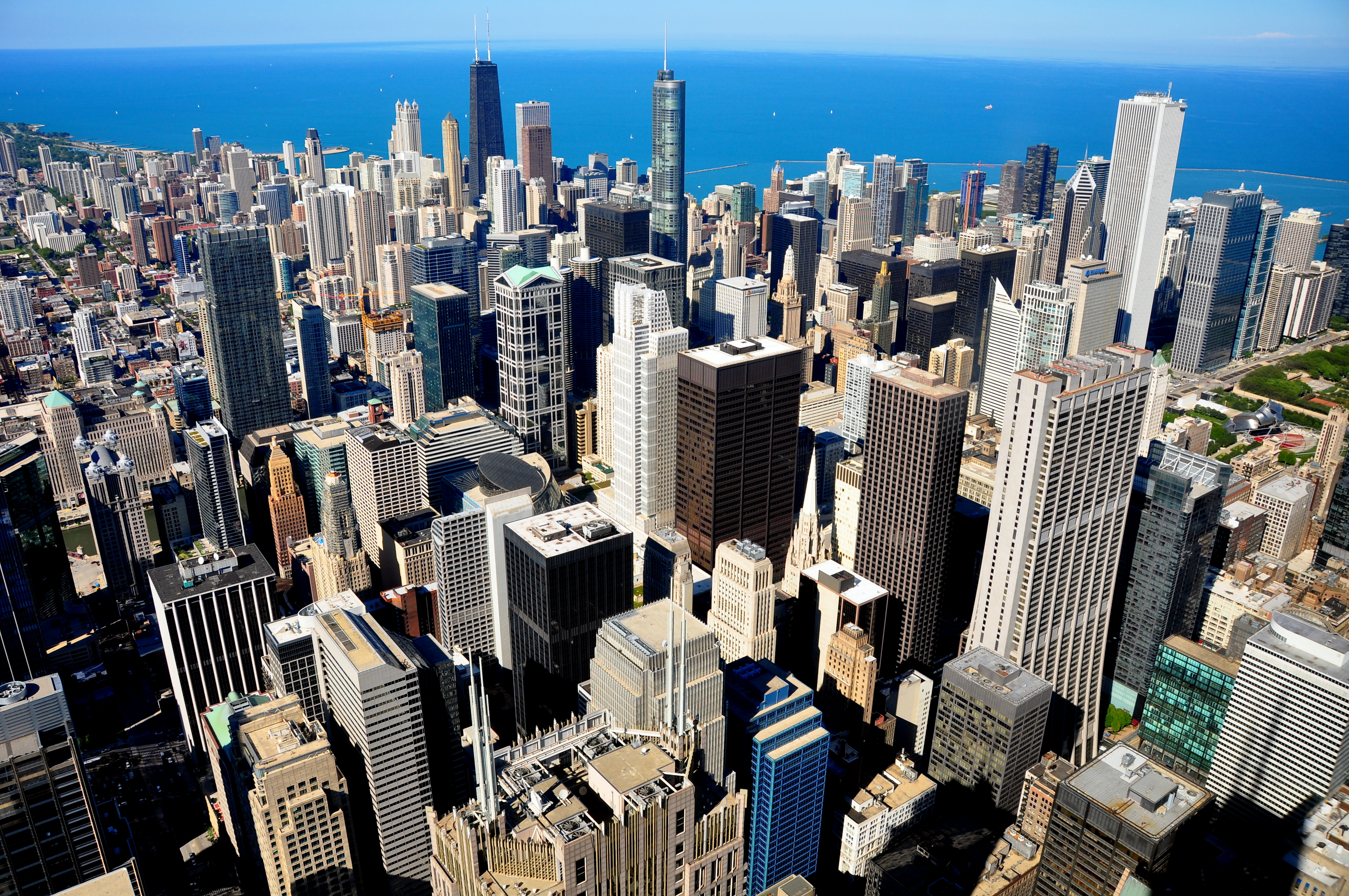
Vista di Chicago dalla Willis Tower

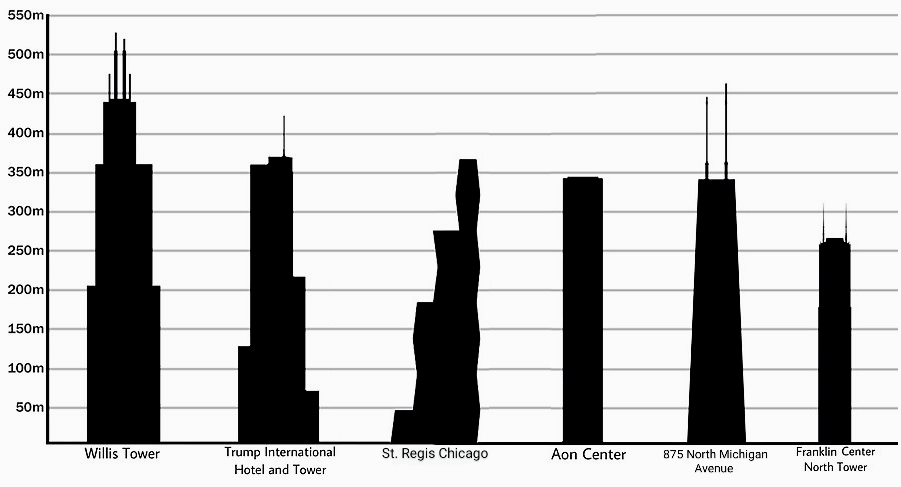
Diagramma degli edifici più alti

Chicago è la terza città più grande degli Stati Uniti d'America e vi si trovano 325 grattacieli, una trentina dei quali supera i 200 m di altezza, che ne fanno la settima città al mondo per numero di grattacieli e la terza negli USA. Nel 1885, in particolare, venne costruito l'Home Insurance Building, alto 42 m e considerato il primo grattacielo della storia, perché introdusse questo nuovo tipo di edificio, diffusosi poi in tutti gli Stati Uniti e nel mondo. Per 22 anni la Willis Tower, edificio più alto della città, ha detenuto anche il record di grattacielo più alto del mondo, dal 1974 al 1996, fino alla costruzione delle Torri Petronas.

## Grattacieli più alti
Questa lista comprende grattacieli a partire da 170 m di altezza.
     È stato il più alto del mondo dopo il completamento.
| #   | Nome                                | Immagine | Altezza Metri | Piani | Anno | Note |
| --- | ----------------------------------- | -------- | ------------- | ----- | ---- | --- |
| 1   | Willis Tower                        |          | 442           | 108   | 1978 | Attualmente è il 2º grattacielo più alto degli USA e dal 1974 al 1996 è stato il più alto del mondo.                                                        |
| 2   | Trump International Hotel and Tower |          | 423           | 98    | 2009 | Il 5º edificio più alto degli USA e il più alto ad uso alberghiero.                                                                                         |
| 3   | St. Regis Chicago                   |          | 365           | 101   | 2020 | Più alto edificio al mondo progettato da una donna. |
| 4   | Aon Center                          |          | 346           | 83    | 1973 | |
| 5   | 875 North Michigan Avenue           |          | 344           | 100   | 1969 | Ufficialmente si chiama 875 North Michigan Avenue ed è stato il primo grattacielo al di fuori di New York City a superare i 305 m (1.000 piedi) di altezza. |
| 6   | AT&T Corporate Center               |          | 307           | 61    | 1989 | |
| 7   | Two Prudential Plaza                |          | 303           | 64    | 1990 | |
| 8   | One Chicago East Tower              |          | 296           | 78    | 2022 | |
| 9   | 311 South Wacker Drive              |          | 293           | 65    | 1990 | |
| 10  | One Grant Park                      |          | 272           | 76    | 2019 | Chiamato anche NEMA |
| 11  | 900 North Michigan                  |          | 266           | 66    | 1989 | |
| 12  | Water Tower Place                   |          | 262           | 74    | 1976 | |
| 13  | Aqua Tower                          |          | 262           | 82    | 2009 | Terzo grattacielo più alto al mondo progettato da una donna, dopo le due Emirates Hotel e Office Tower.                                                     |
| 14  | Chase Tower                         |          | 258           | 60    | 1969 | |
| 15= | One Bennett Park                    |          | 257           | 68    | 2019 | [ 7 ] |
| 15= | Park Tower                          |          | 257           | 67    | 2000 | |
| 16  | The Legacy at Millennium Park       |          | 251           | 73    | 2010 | Edificio ad uso esclusivamente residenziale più alto della città.                                                                                           |
| 17  | 110 North Wacker Drive              |          | 244           | 51    | 2021 | |
| 18  | Blue Cross Blue Shield Tower        |          | 242           | 57    | 2010 | |
| 19  | 300 North LaSalle                   |          | 239           | 60    | 2009 | |
| 20  | Three First National Plaza          |          | 234           | 57    | 1981 | |
| 21  | Grant Thornton Tower                |          | 230           | 50    | 1992 | |
| 22  | 150 North Riverside                 |          | 228           | 54    | 2017 | Più allto edificio della città a ovest del fiume Chicago.                                                                                                   |
| 23  | River Point                         |          | 223           | 52    | 2017 | |
| 24  | BMO Tower                           |          | 222           | 51    | 2022 | |
| 25  | One Museum Park                     |          | 221           | 62    | 2009 | |
| 26  | Olympia Centre                      |          | 221           | 63    | 1986 | |
| 27  | 330 North Wabash                    |          | 212           | 52    | 1973 | |
| 28  | Waldorf Astoria Chicago             |          | 209           | 60    | 2010 | |
| 29  | 111 South Wacker Drive              |          | 208           | 51    | 2005 | |
| 30  | 181 West Madison Street             |          | 207           | 50    | 1990 | |
| 31  | Hyatt Center                        |          | 207           | 48    | 2005 | |
| 32  | [One Magnificent Mile               |          | 205           | 57    | 1983 | |
| 33  | 340 on the Park                     |          | 205           | 64    | 2007 | |
| 34  | 77 West Wacker Drive                |          | 204           | 49    | 1992 | |
| 35  | Wolf Point Torre Est                |          | 201           | 60    | 2019 | |
| 36  | One North Wacker                    |          | 199           | 50    | 2001 | |
| 37  | Richard J. Daley Center             |          | 198           | 32    | 1965 | |
| 38  | 55 East Erie Street                 |          | 197           | 56    | 2003 | |
| 39  | Lake Point Tower                    |          | 197           | 70    | 1968 | Più basso edificio al mondo che abbia 70 piani. |
| 40  | River East Center                   |          | 196           | 58    | 2001 | |
| 41  | Grand Plaza I                       |          | 195           | 57    | 2003 | |
| 42  | 155 North Wacker                    |          | 195           | 45    | 2009 | |
| 43  | Leo Burnett Building                |          | 194           | 50    | 1989 | |
| 44  | The Heritage at Millennium Park     |          | 192           | 57    | 2005 | |
| 45  | OneEleven                           |          | 192           | 59    | 2014 | |
| 46  | NBC Tower                           |          | 191           | 37    | 1989 | |
| 47  | 353 North Clark                     |          | 190           | 44    | 2009 | |
| 48  | Essex on the Park                   |          | 189           | 56    | 2019 | |
| 49  | Millennium Centre                   |          | 186           | 58    | 2003 | |
| 50  | Chicago Place                       |          | 185           | 49    | 1991 | |
| 51  | Chicago Board of Trade Building     |          | 184           | 44    | 1930 | Esempio di Art Déco più alto al di fuori di New York City.                                                                                                  |
| 52  | One Prudential Plaza                |          | 183           | 41    | 1955 | |
| 53  | CNA Center                          |          | 183           | 44    | 1972 | |
| 54  | Heller International Building       |          | 183           | 45    | 1992 | |
| 55  | Madison Plaza                       |          | 182           | 44    | 1982 | |
| 56  | The Grant                           |          | 181           | 54    | 2010 | |
| 57  | 1000 Lake Shore Plaza               |          | 180           | 55    | 1964 | |
| 58= | The Clare                           |          | 179           | 52    | 2008 | |
| 58= | Citigroup Center                    |          | 179           | 42    | 1987 | |
| 58= | Optima Signature                    |          | 179           | 57    | 2017 | |
| 61  | Mid-Continental Plaza               |          | 178           | 49    | 1972 | |
| 62= | Crain Communications Building       |          | 177           | 41    | 1983 | |
| 62= | North Pier Apartments               |          | 177           | 61    | 1990 | |
| 62= | Citadel Center                      |          | 177           | 39    | 2003 | |
| 65= | The Fordham                         |          | 175           | 52    | 2003 | |
| 65= | 190 South LaSalle Street            |          | 175           | 40    | 1987 | |
| 65= | One Chicago West Tower              |          | 175           | 49    | 2022 | Il grattacielo sulla destra |
| 67= | One South Dearborn                  |          | 174           | 39    | 2005 | |
| 67= | Onterie Center                      |          | 174           | 58    | 1986 | |
| 67= | Loews Hotel Tower                   |          | 174           | 52    | 2015 | |
| 71  | Chicago Temple Building             |          | 173           | 21    | 1924 | |
| 72  | 151 North Franklin                  |          | 173           | 36    | 2018 | |
| 73  | Palmolive Building                  |          | 172           | 37    | 1939 | |
| 74  | Marina City I                       |          | 171           | 61    | 1964 | |
| 75  | Marina City II                      |          | 171           | 61    | 1964 | |
| 76  | Huron Plaza                         |          | 171           | 56    | 1983 | |
| 77  | Boeing International Headquarter    |          | 171           | 36    | 1990 | |
| 78  | Cirrus                              |          | 171           | 37    | 2022 | |

## Cronologia grattacieli più alti
| Nome                            | Immagine | Anni come più alto | Altezza metri | Piani |
| ------------------------------- | -------- | ------------------ | ------------- | ----- |
| Cattedrale del Santo Nome       |          | 1854–1869          | 75            | 1     |
| St. Michael Church              |          | 1869–1885          | 88            | 1     |
| Chicago Board of Trade Building |          | 1885-1895          | 98            | 10    |
| Masonic Temple Building         |          | 1895-1899          | 92            | 21    |
| Montgomery Ward Building        |          | 1899-1922          | 120           | 22    |
| Wrigley Building                |          | 1922-1924          | 134           | 30    |
| Chicago Temple Building         |          | 1924-1930          | 173           | 23    |
| Chicago Board of Trade Building |          | 1930-1965          | 184           | 44    |
| Richard J. Daley Center         |          | 1965-1969          | 198           | 32    |
| John Hancock Center             |          | 1969–1973          | 344           | 100   |
| Aon Center                      |          | 1973–1974          | 346           | 83    |
| Willis Tower                    |          | 1974–presente      | 442           | 108   |

## Grattacieli in fase di costruzione
| Nome                              | Immagine | Altezza* metri | Piani | Anno*                 | Note                                                 |
| --------------------------------- | -------- | -------------- | ----- | --------------------- | ---------------------------------------------------- |
| Tribune East Tower                |          | 433            | 116   | ?                     | Approvato l'11 maggio 2020.                          |
| 400 Lake Shore Drive (torre nord) |          | 267            | -     | 2027 (in costruzione) | Sul luogo dove sarebbe dovuto sorgere Chicago Spire. |
| Salesforce Tower Chicago          | —        | 254            | 60    | 2023                  | Completato                                           |
| 1000M                             | —        | 253            | 73    | 2024                  | Completato                                           |
| 400 Lake Shore Drive (torre sud)  |          | 233            | -     | ?(proposto)           | Sul luogo dove sarebbe dovuto sorgere Chicago Spire. |